# Víktor Korchnói
Víktor Lvóvich Korchnói (en ruso: Ви́ктор Льво́вич Корчно́й, también transliterado como Korchnoy, Kortchnoy, Kortschnoj, etc.; Leningrado, URSS, 23 de marzo de 1931-Wohlen, Suiza, 6 de junio de 2016) fue un gran maestro de ajedrez.
Korchnói era el maestro de ajedrez en activo más veterano del circuito internacional. Ascendió a la élite del ajedrez mundial luchando con figuras de la talla de Mijaíl Tal, Tigrán Petrosián y Borís Spaski, siguiendo el camino trazado por Mijaíl Botvínnik. Korchnói, al contrario que sus coterráneos, nunca consiguió el título de campeón del mundo. Cuando Spaski derrotó a Petrosián y se hizo con el campeonato del mundo en 1969, la Federación rusa de ajedrez inició una campaña de promoción de jóvenes valores que marginó a Korchnói y Vasili Smyslov en el papel de vieja guardia y no se les dio la oportunidad de jugar en torneos de ajedrez internacionales.[cita requerida]

## Primeros años
Korchnói aprendió a jugar al ajedrez a los cinco años. En 1943 entró en la sección de ajedrez del Movimiento de Pioneros de Leningrado y tuvo como maestros a Abram Model, Andréi Batúyev y Vladímir Zak. En 1947 ganó el campeonato juvenil de la Unión Soviética con 11.5/15 en Leningrado, y compartió el título en 1948 con 5/7 en Tallin (Estonia). En 1951 alcanzó el título de maestro soviético gracias a su segundo lugar en el campeonato de Leningrado de 1950. Paralelamente estudió en la Universidad de Leningrado y se graduó en Historia. 
El estilo del ajedrez de Korchnói era inicialmente de contraataque agresivo. Sobresalía en posiciones defensivas difíciles. En los años 1960 se convirtió en un «todoterreno», como Bobby Fischer y Petrosián.

## Lucha por el título mundial

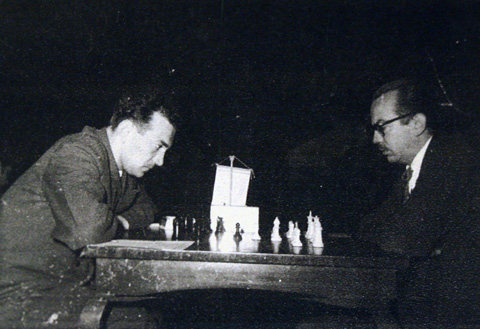
Víktor Korchnói juega una partida con Héctor Rossetto.

Korchnói alcanzó la final del torneo de candidatos, el encuentro para determinar el siguiente aspirante al título que poseía Bobby Fischer y que estaba previsto que se celebrara en 1975. Su rival era un amigo (habían jugado un encuentro de entrenamiento meses atrás) y la nueva estrella de la escuela soviética de ajedrez: Anatoli Kárpov. Kárpov venció este encuentro, jugado en 1974 en Moscú, y por la renuncia de Fischer a defender el título se convirtió en campeón del mundo.
Los resultados de Korchnói en torneos internacionales eran impresionantes, pero sus relaciones con las autoridades soviéticas eran muy tensas. Durante el torneo celebrado en 1976 en Ámsterdam Korchnói fue el primer Gran Maestro soviético que desertó. Korchnói vivió en los Países Bajos durante unos años. Jugó un corto encuentro frente a Jan Timman —el jugador más fuerte fuera de la URSS en aquel momento—.
Su deserción concluyó con un periodo turbulento de excelentes resultados en torneos y la debacle en los dos encuentros por el título mundial bajo la sombra de la política de la Guerra Fría.
El encuentro por el Campeonato Mundial de Ajedrez 1978 tuvo lugar en Baguio (Filipinas), el cual destacó por las condiciones extrañas que lo rodearon. El equipo de Kárpov incluía al dr. Zujar (un conocido hipnotizador), y el de Korchnói a un local en libertad bajo fianza por delito de homicidio. Hubo más controversia fuera que dentro del tablero. Rayos X para las sillas, protestas por las banderas utilizadas junto al tablero, quejas respecto del hipnotizador y Korchnói utilizando gafas con espejos. Cuando el equipo de Kárpov le enviaba un yogur durante la partida, el equipo de Korchnói protestaba alegando que podía tratarse de algún código.
La calidad de juego del encuentro nunca alcanzó la de los titulares que generaba, aunque también tuvo sus momentos álgidos. Kárpov comenzó con ventaja desde el principio y parecía que iba a ganar fácilmente. Korchnói remontó, ganando tres partidas de cuatro consecutivas, empatando el encuentro a cinco victorias, pero Kárpov venció en la partida siguiente y se hizo con el encuentro por 6 victorias a 5 y 21 tablas.
Korchnói volvió a ganar el siguiente torneo de candidatos y el derecho a disputar el título a Kárpov de nuevo en 1981. El match se celebró en Italia, y se conoce como la "Masacre de Merano". Los titulares del torneo volvían a centrarse en asuntos de índole política. La esposa y el hijo de Korchnói se encontraban aún en la Unión Soviética. Este aprovechó la ocasión que le brindaba el encuentro para hacer pública la situación de su mujer e hijo, enviando una carta abierta al gobierno de la URSS para que les dejara salir del país. 
Korchnói todavía tenía mucho que decir en el siguiente ciclo de Candidatos, aunque nunca más alcanzó la cumbre. Durante el siguiente ciclo, fijó su residencia en los Estados Unidos, y le tocó enfrentarse a un joven soviético Gari Kaspárov, que en aquel momento luchaba contra la Federación soviética de ajedrez, que estaba a favor de Anatoli Kárpov.
El encuentro se celebró en Pasadena, California, donde Bobby Fischer vivía en aquel momento. La Federación soviética protestó y no permitió que Kaspárov acudiera. Korchnói ganó por incomparecencia.
Finalmente, Korchnói accedió a que el match se jugara en Londres. Fue un gesto elegante por su parte, ya que técnicamente era el vencedor. El match se disputó del 21 de noviembre al 16 de diciembre de 1983. Tras un buen comienzo, Korchnói fue barrido (7-4) por el agresivo juego de Kaspárov.
Durante los años 1980, Korchnói continuó jugando al nivel más alto, aunque por debajo de Kárpov o Kaspárov. Residía en Suiza, a la que representó como primer tablero en las olimpiadas. Ganó varias veces el campeonato nacional de este país. En 2006 se proclamó vencedor del Campeonato mundial senior de ajedrez.
Falleció por causas naturales en Suiza el 6 de junio de 2016.

## Citas
«El análisis de las partidas propias ha de hacerse como si fuese un trabajo para publicarlo».